# Северный Ташкентский канал
Се́верный Ташке́нтский кана́л (узб. Shimoliy Toshkent kanali, Шимолий Тошкент канали) — канал в Узбекистане и Казахстане, правый отвод канала Бозсу (Нижнего Бозсу).
Построен в 1940-е годы, главный инженер — В. В. Пославский.

## Описание
Северный Ташкентский канал берёт начало в Ташкентском вилояте недалеко от Ташкента, на верхнем бьефе ГЭС Нижнебозсуйская-2 (ГЭС-18). Непосредственно после отхода он (и Нижний Бозсу) пересекается автодорогой, отходящей от Большого Узбекского тракта к Дамаши. Немного ниже по течению располагается Карасупская птицефабрика.
Канал орошает земли Янгиюльского тумана Ташкентского вилоята и Сарыагашского района Южно-Казахстанской области общей площадью 10 000 гектаров. Из-за сложного рельефа местности русло имеет множество изгибов. В последние годы производится реконструкция, благодаря которой оно значительно спрямлено.